# Елеанора Кобем
Елеанора Кобем (інші варіанти прізвища — Кобхем; англ. Eleanor Cobham; близько 1400 — 7 липня 1452, Бомаріс, Англсі, Уельс або Піл, острів Мен, Королівство Англія) — англійська аристократка, донька Реджинальда Кобема, 3-го барона Кобема зі Стерборо, дружина Гамфрі Ланкастерського, герцога Глостера. Була звинувачена у застосуванні чаклунства проти короля Генріха VI (1441) і померла, відбуваючи довічне ув'язнення.

## Біографія

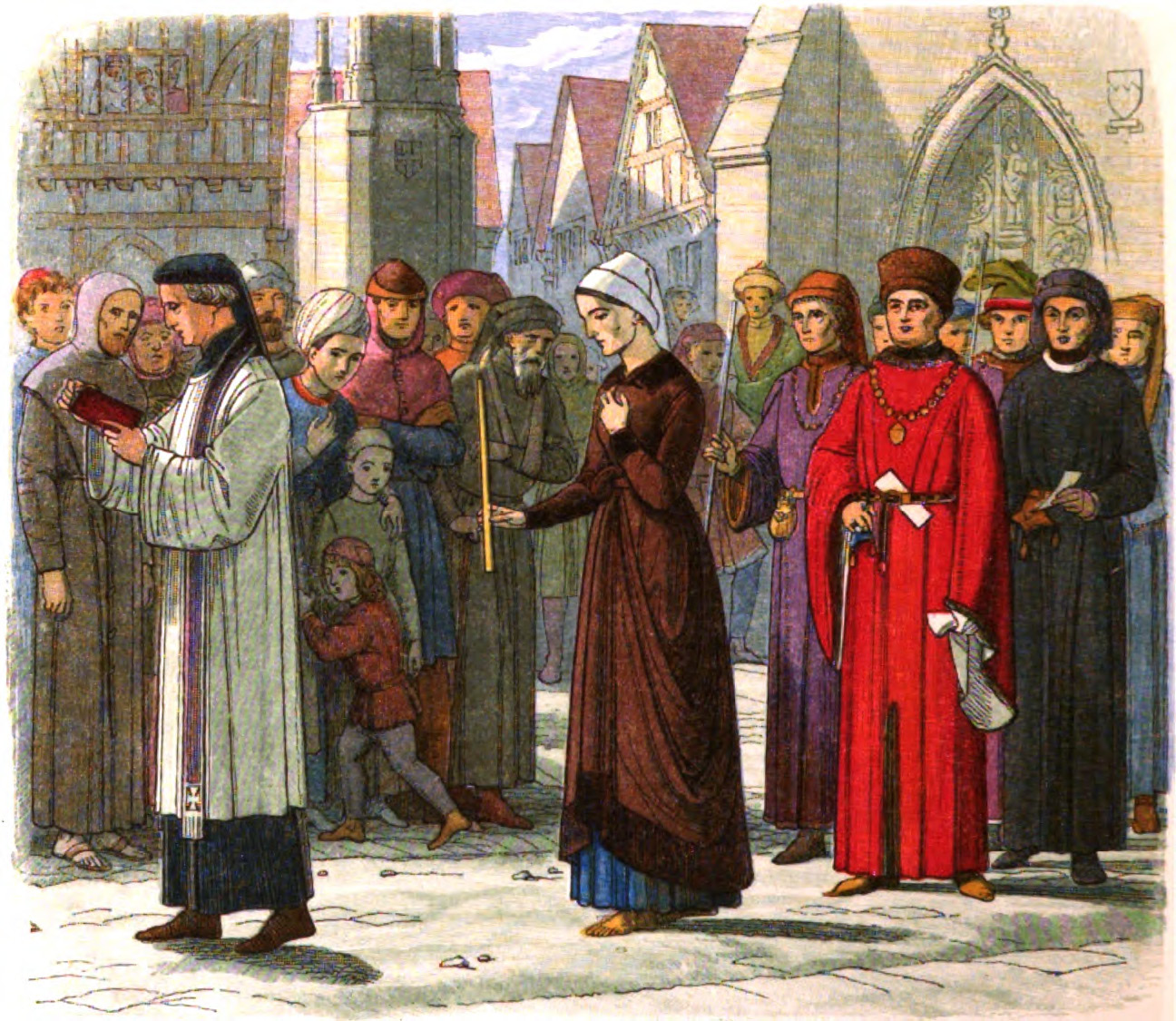
Покаяння Елеанори Глостерської. Ілюстрація Джеймса Дойла до «Хронік Англії з 55 року до Р. Х. до 1485 року», 1864

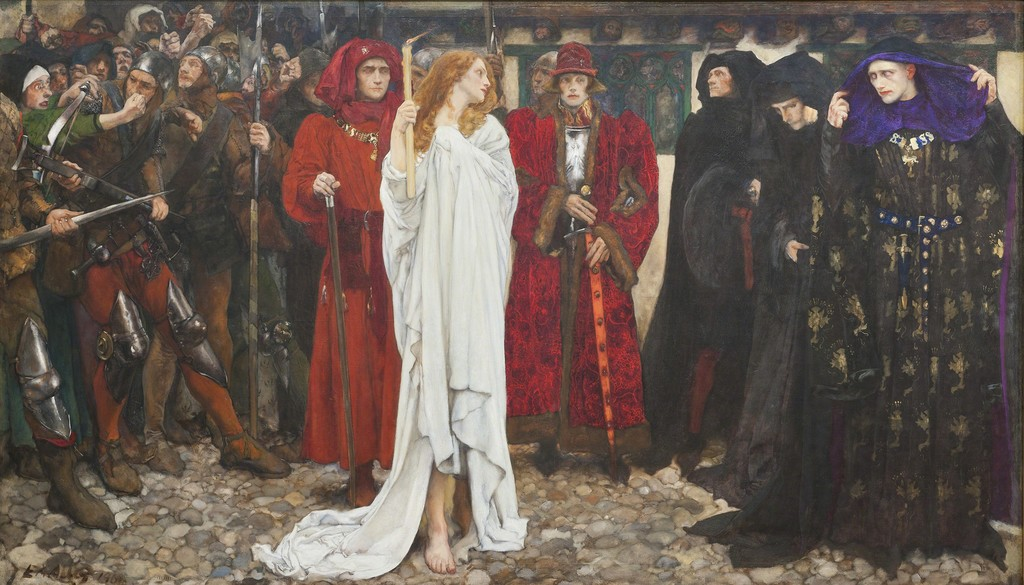
Покаяння Елеанори. Картина Едвіна Остіна Еббі, 1900. Музей мистецтва Карнегі, Піттсбург, США

Елеанора Кобем належала до почесного роду, представники якого з кінця XII століття володіли землями у Південно-Східній Англії та з початку XIV століття засідали у парламенті як барони Кобем. Вона була четвертою за рахунком дитиною Реджинальда Кобема, 3-го барона Кобема зі Стерборо, та його першої дружини Елеанори Калпепер і народилася приблизно у 1400 році. Близько 1422 року Елеанора стала придворною жінкою Якоби Баварської; остання втекла до Англії після розлучення з Жаном IV Брабантським, і вийшла заміж за Гамфрі Ланкастерського, герцога Глостера, члена королівського будинку, дядька короля Генріха VI.
У 1425 році Елеанора стала коханкою Гамфрі. У 1428 році шлюб останнього з Якобою визнали недійсним, і до 1431 року Елеанора вийшла за герцога заміж. У суспільстві це сприйняли як явний мезальянс, але Гамфрі й Елеанора, мабуть, були щасливі у шлюбі. У своєму маєтку у Гринвічі вони створили подобу королівського двору, де збирали людей мистецтва. У 1435 році, після смерті брата, Глостер став спадкоємцем престолу. Елеанора, мабуть, мріяла стати королевою; у зв'язку з цим вона почала звертатися до астрологів за пророкуваннями. Томас Саутвелл і Роджер Болінгброк склали для неї гороскоп Генріха VI, з якого випливало, що в липні чи серпні 1441 року життя монарха опиниться під загрозою через хворобу. Про це стало відомо при дворі, і розпочалося розслідування. Саутвелла, Болінгброка та капелана Елеанори, Джона Гоума, заарештували за звинуваченням у некромантії та єресі, а Елеанора знайшла притулок у Вестмінстері (між 10 та 12 липня 1441 року). 23 липня Болінгброк, допитаний Королівською радою, дав свідчення проти герцогині. Останню звинуватили у 18 пунктах, включно з чаклунством і зрадою (вона нібито виготовила воскове зображення Генріха VI та розплавила його у вогні); за п'ятьма пунктами Елеанора визнала себе винною. Її відправили за ґрати у замок Лідс у Кенті. Суд визнав Саутвелла та Болінгброка чаклунами та зрадниками, а герцогиню їхньою співучасницею. Вона наполягла на новому процесі та 21 жовтня того ж року постала перед церковним судом; більшість звинувачень Елеанора відкинула, але зізналася, що купувала у якоїсь Марджорі Журден чаклунське зілля, щоб завагітніти та народити дитину.
Герцогині довелося три дні босоніж, у чорному одязі, з непокритою головою та зі свічкою у руках ходити по лондонських церквах у супроводі двох лицарів, відбуваючи накладену на неї покуту. Першого дня, 13 листопада 1441 року, вона пронесла свічку до собору святого Павла та поставила свічку на головному вівтарі; другого дня, 15 листопада, пройшла шлях до церкви Христа в Олдгейті, а у третій, 17 листопада, — до церкви святого Михайла в Корнгіллі. Елеанору засудили до довічного ув'язнення, а її шлюб з Гамфрі розірвали. Саутвелл помер у Тауері, Болінгброка покарали через повішення, патрання та четвертування, Журден спалили живцем.
Спочатку після вироку Елеанора перебувала у в'язниці у Честері, у 1443 році її перевезли в Кенілворт, у липні 1446 року — у замок Піл на острові Мен, у березні 1449 року у замок Бомаріс на острові Англсі біля берегів Уельсу. Її тіло, мабуть, поховали в місцевій парафіяльній церкві. Згідно з альтернативною версією, колишня герцогиня Глостерська померла у Пілі.

## Сім'я
Відомо, що Гамфрі Глостерський мав двох дітей — Артура й Антігона, дружину Генрі Грея, 2-го графа Танкервіля. Одні вчені вважають, що їх народила невідома на ім'я коханка герцога, інші — що їхньою матір'ю була Елеанора.

## Оцінки особистості та діяльності
У першому виданні «Національного біографічного словника» Елеанору Кобем схарактеризували як «чуттєву та жадібну красуню сумнівного походження». В оновленому виданні це «красива, розумна та честолюбна жінка».
Історики констатують, що захоплення астрологією було досить поширеним в англійському аристократичному середовищі XV століття. Чаклунські зілля різного роду намагалися використовувати у всіх верствах суспільства, але у колах, наближених до короля, такі практики могли викликати особливі підозри. Можливо, осуд Елеанори був пов'язаний з інтригами проти її чоловіка: вороги Глостера використовували цю історію, щоб послабити вплив герцога.

## У культурі
Герцогиня Елеанора діє у п'єсі Шекспіра «Генріх VI, частина 2». Тут її осуд як відьми відбувається вже після прибуття в Англію Маргарити Анжуйської, у 1445 році, тобто набагато пізніше, ніж насправді. Британський художник Едвін Остін Еббі у 1900 році створив картину «Покаяння Елеанори».